# Microstylum haemorrhoidale
Microstylum haemorrhoidale är en tvåvingeart som beskrevs av Jacques-Marie-Frangile Bigot 1878. Microstylum haemorrhoidale ingår i släktet Microstylum och familjen rovflugor.
Artens utbredningsområde är Myanmar. Inga underarter finns listade i Catalogue of Life.